# Corupá
Corupá là một đô thị thuộc bang Santa Catarina, Brasil. Đô thị này có diện tích 405,003 km², dân số năm 2007 là 12925 người, mật độ 31,9 người/km².